# Polygala oreophila
Polygala oreophila är en jungfrulinsväxtart som beskrevs av Carlos Luis Spegazzini. Polygala oreophila ingår i släktet jungfrulinssläktet, och familjen jungfrulinsväxter. Inga underarter finns listade i Catalogue of Life.